# Empis pusio
Empis pusio är en tvåvingeart som beskrevs av Egger 1860. Empis pusio ingår i släktet Empis och familjen dansflugor. Inga underarter finns listade i Catalogue of Life.